# Sergėjus Jovaiša
Sergėjus Jovaiša (nació el 17 de diciembre de 1954 en Anykščiai, URSS) es un exjugador de baloncesto lituano que jugó para las selecciones de la Unión Soviética y de Lituania. Consiguió 8 medallas en competiciones internacionales, 7 de ellas con la URSS y la última, ya en la recta final de su carrera con Lituania en los Juegos Olímpicos de Barcelona 1992.

## Trayectoria
- 1972-89 Zalgiris Kaunas
- 1989-95 Brandt Hagen
- 1995-98 ATS Cuxhaven